# Estado de Graça (série de televisão)
Estado de Graça foi uma série de televisão portuguesa de comédia para todos os públicos, com a duração de 50 minutos, que estreou no dia 1 de abril de 2011, às 21h00, na RTP1. Era exibido às sextas às 21h00, tendo sido mudado para domingo a partir da 2ª temporada, tendo acabado a 16 de dezembro de 2012, por decisão da direção de programas da RTP.

## Formato
Todas as semanas, à semelhança de um debate que separa o público entre Sim e Não, Estado de Graça divide o público nas mais diversas tendências, de acordo com os temas da atualidade abordados em cada emissão. Só que, neste caso, quem tem a opinião são os apresentadores de Estado de Graça. Em palco, perante os diferentes tipos de público, o elenco de Estado de Graça analisa e comenta, com humor e sátira, os principais temas da atualidade. As redes sociais serão um elemento muito presente em Estado de Graça, quer na análise dos temas da semana, quer ao longo do próprio programa. Semanalmente, o programa recebe uma personalidade marcante da atualidade. Esta personalidade estará quase sempre em exclusivo no Estado de Graça, já que dificilmente se poderá ver noutros programas. Estado de Graça vai ter músicas originais, que podem mudar a sua letra consoante os temas da atualidade.”

## Interpretações conhecidas

### Maria Rueff
- Luciana Abreu
- Teresa Guilherme
- Júlia Pinheiro
- Leonor Poeiras
- Fátima Campos Ferreira
- Judite Sousa
- Alexandra Lencastre
- Carolina Patrocínio
- Maria Cavaco Silva
- Madonna
- Bárbara Guimarães
- Dolores Aveiro
- Catarina Furtado
- Maya (também feita por Manuel Marques)
- Zé Manel Taxista
- Assunção Cristas
- Margarida Seguro
- Maria Amélia
- Jel
- Luís Jardim

### Ana Bola
- Fanny
- Betty Grafstein
- Angela Merkel
- Dina Aguiar
- Sofia Carvalho
- Maria Madalena
- Maria José Valério
- Sónia Brazão
- Teodora Cardoso
- Luísa Barbosa
- Produtora Playboy

### Manuel Marques
- Cátia Palhinha
- Yannick Djaló
- Luís Godinho Lopes
- Manuel Luís Goucha
- Aníbal Cavaco Silva
- António Guterres
- Fernando Mendes (também feita por Eduardo Madeira)
- José Rodrigues dos Santos
- Pinto da Costa
- Paulo Portas
- Vítor Gaspar
- Vítor Pereira
- Paulo Bento
- Cristiano Ronaldo
- Fábio Coentrão
- Michel Teló
- José Mourinho
- Pedro Granger
- Daniel Oliveira
- Manuel Moura dos Santos
- Maya (também feita por Maria Rueff)
- Jorge Jesus (também feita por Eduardo Madeira)
- Luís Marques Mendes
- Francisco Louçã

### Joaquim Monchique
- José Carlos Pereira
- Susana
- José Castelo Branco
- Pedro Passos Coelho
- Tony Carreira
- Piet-Hein Bakker
- Irina Shayk
- Muammar al-Gaddafi
- Bicha antiga
- Rita Pereira
- Deus
- Jesus Cristo
- Velho que diz que viu chover 70 anos

### Eduardo Madeira
- José Sócrates
- António José Seguro
- Manuel Alegre
- Paulo Futre
- Nuno Luz
- Fernando Mendes (também feita por Manuel Marques)
- Paulo Pereira Cristovão
- André Villas-Boas
- Jorge Jesus (também feita por Manuel Marques)
- Pai da Fanny
- Pedro Abrunhosa
- Marcelo Rebelo de Sousa
- José Carlos Malato
- Rui Manaças
- João Baião
- António Costa
- Toy
- Vasco Duarte
- Carlos Queirós
- António Sala
- Cristina Ferreira
- Silvio Berlusconi

### Paródias
- Casa dos Degredos - Casa dos Segredos
- Querido, Mudei o Orçamento! - Querido, Mudei a Casa!
- A Tua Cara é Muita Estranha - A Tua Cara não me é Estranha
- Mão Pesada/Preso Pesado - Peso Pesado
- Top+ Assaltos - Top+
- Portugal Tem Taaaaanto Talento - Portugal Tem Talento
- Cartas da Maya - O Esquema - Cartas da Maya - O Dilema
- Bochecha a Bochecha - Olhos nos Olhos
- O Lelo Mais Fraco - O Elo Mais Fraco